# Diecezja Yuanling
Diecezja Yuanling (łac. Dioecesis Iuen-limensis, chiń. 天主教沅陵教区) – rzymskokatolicka diecezja ze stolicą w Yuanling, w prefekturze miejskiej Huaihua, w prowincji Hunan, w Chińskiej Republice Ludowej. Biskupstwo jest sufraganią archidiecezji Changsha.

## Historia
13 marca 1925 papież Pius XI brewe Quae rei sacrae erygował prefekturę apostolską Chenzhou. Dotychczas wierni z tych terenów należeli do wikariatu apostolskiego Changde (obecnie diecezja Changde). 28 maja 1934 podniesioną ją do rangi wikariatu apostolskiego, a 10 grudnia 1934 zmieniono nazwę na wikariat apostolski Yuanling.
W wyniku reorganizacji chińskich struktur kościelnych dokonanych przez Piusa XII 11 kwietnia 1946 wikariat apostolski Yuanling został podniesiony do rangi diecezji.
Od zwycięstwa komunistów w chińskiej wojnie domowej w 1949 diecezja, podobnie jak cały prześladowany Kościół katolicki w Chinach, nie może normalnie działać. 30 czerwca 1951 aresztowany został bp Cutbert Martin O’Gara CP. Będąc uwięziony hierarcha ciężko chorował. Wolność odzyskał 26 kwietnia 1953, gdy został wydalony z komunistycznych Chin.
Już w 1950 administratorem diecezji został o. Michael Yan Gaojian OESA. Poszedł on na współpracę z nowymi władzami i w 1956 uczestniczył w spotkaniu założycielskim Patriotycznego Stowarzyszenia Katolików Chińskich. Rok później został wybrany na zastępcę sekretarza generalnego tej organizacji. W 1958 powołano go na antybiskupa Changde. Przyjął on sakrę bez zgody papieża zaciągając na siebie ekskomunikę latae sententiae. Posłuszeństwo komunistom nie uchroniło bp Yan Gaojiana przed umieszczeniem w obozie pracy przymusowej w czasie rewolucji kulturalnej. Po odwilży, w 1980, przeniósł się do Pekinu, gdzie pracował w centrali PSKCh.
Brak jest informacji o jakimkolwiek biskupie Yuanlingu z Kościoła podziemnego. Patriotyczne Stowarzyszenie Katolików Chińskich nigdy nie mianowało swojego ordynariusza w Yuanlingu.
W 1999 Patriotyczne Stowarzyszenie Katolików Chińskich połączyło diecezję Yuanling i 7 innych jednostek kościelnych w tej prowincji tworząc diecezję Hunan ze stolicą w Changsha. Odbyło się to bez zgody Stolicy Apostolskiej, więc decyzja ta jest nieważna z punktu widzenia prawa kanonicznego.

## Ordynariusze
- Dominic Langenbacher CP[6] (1925 – 1929)
- Cutbert Martin O’Gara CP[7] (1930 – 1968) de facto aresztowany w 1951 i wydalony z komunistycznych Chin w 1953, nie miał po tym czasie realnej władzy w diecezji
  - Michael Yan Gaojian OESA (1950 - ?) administrator, od 1951 także administrator diecezji Changde
- sede vacante (być może urząd sprawował biskup(i) Kościoła podziemnego) (1968 - nadal)
  - Methodius Qu Ailin (2012 - nadal) administrator apostolski; arcybiskup Changshy